# 大薩瓜
大薩瓜（西班牙語：Sagua la Grande）是古巴的城市，属比亞克拉拉省，始建於1812年12月8日，面積661平方公里，海拔高度15米，2004年人口普查總數為56,097人，人口密度為每平方公里84.9人。

## 外部連結
- Sagua La Grande Museum（页面存档备份，存于） （西班牙文）
- Artículos Sagüeros（页面存档备份，存于） （西班牙文）